# Ušće Mure u Dravu
Ušće Mure u Dravu je šire područje Međimurja i Podravine, smješteno na sjeverozapadu Hrvatske. Čini ga fizičko ušće rijeka Mure i Drave te zbog neprekidne prirodne cjeline pripadajući pojas obaju rijeka i nekoliko kilometara uzvodno i nizvodno. Veći dio ušća je zaštićeno kao Posebni zoološki rezervat Veliki Pažut. Zbog izuzetnih prirodnih vrijednosti, šire područje Ušća Mure se naziva i Hrvatska Amazona. 
Ušće Mure je 2009. postalo poznato zbog kontroverznih planova Hrvatskih voda za regulaciju rijeka ovog područja te ogorčenog otpora znanstvenka i udruga građana za njegovu zaštitu. 

## Zemljopisni smještaj
Ušće Mure u Dravu smješteno je u sjeverozapadnoj Hrvatskoj, između Međimurske županije i Koprivničko-križevačke županije. Lijeva obala Mure prije ušća te obala Drave poslije ušća čini državnu granicu s Mađarskom. 

## Prirodne značajke
Ušće Mure u Dravu je jedno od posljednjih preostalih sačuvanih sustava nizinskih rijeka u Europi. Obje rijeke su uzvodno iznimno izmijenjene regulacijama i hidroelektranama. Ovdje su rijeke, posebice Drava, neregulirane te neprekidno stvaraju nova staništa i obnavljaju postojeća što održava veliku biološku raznolikost. 

## Znanstvena istraživanja
Prva opsežna istraživanja u rezervatu radio je biolog Goran Šafarek počevši tek 2008. Radio je inventarizaciju vrsta ptica i biljaka, a od 2009. inventarizaciju staništa. 
Rezervat je također djelomično istraživan u sklopu širih istraživanja pojedinih znanstvenika. Radovan Kranjčev je među prvima zalazio na današnje područje Velikog Pažuta u svojim istraživanjima prirode. Rezervat je zahvaćen i istraživanjima Svjetske organizacije za zaštitu prirode (WWF): biljke, ribe, vidra, vretenca, gmazovi i vodozemci. Istraživanje rakova provodila je Andreja Lucić s  Prirodoslovno matematičkog fakulteta u Zagrebu, te višegodišnja istraživanja radio je Ivan Darko Grlica na pojednim vrstama ptica (vodomar, štekavac, bregunice). Goran Čižmešija iz Donje Dubrave provodi praćenje stanja vrsta (monitoring) crnih roda, bregunica, kockavica i još nekoliko vrsta u rezervatu i širem području van njega.
Udruga Senjar i Ekološko društvo Koprivnica provode redovita zimska brojanja ptica u sklopu nacionalnog i europskog programa.

## Zakonska zaštita područja
Veći dio ušća, iako ne i samo ušće je zaštićeno kao Posebni zoološki rezervat Veliki Pažut. Rezervat je proglasila Županijska skupštine Koprivničko-križevačke županije 1998.godine. Time je tadašnji je posebni ornitološki rezervat preimenovan u Posebni zoološki rezervat Veliki Pažut, a ujedno je proširen za kojih 350 hektara te sada zauzima površinu od 1050 hektara. Zaštićenim područjem upravlja Javna Ustanova za upravljanje zaštićenim dijelovima prirode na području Koprivničko-križevačke županije. Ravnateljica te ustanove je Željka Kolar. 
Novi planovi Državnog zavoda za zaštitu prirode izmijenit će granice i površinu rezervata. Smanjit će se površina oduzimanjem poljoprivrednih imanja Donje Dubrave i Kotoribe, no rezervat će se izdužiti sve do botovskog mosta. Time će biti zaštićen temeljni fenomen rijeke Drave i Mure: iznimno rijetka i vrijedna, ali ugrožena staništa sprudova, nereguliranih obala i poplavnih šuma.
Šire područje ušća također je dio hrvatske Nacionalne ekološke mreže. Ucrtan je u Europsku ekološku mrežu NATURA 2000 koji će u Hrvatskoj biti proglašen kada Hrvatska uđe u Europsku uniju. Dio je i  Regionalnog parka Drava-Mura koji je trenutno u fazi proglašenja te je dio UNESCO-ovog Rezervata biosfere Mura-Drava-Dunav. Čak pet razina zaštite govori koliko je područje značajno.

## Naselja i povijest
Područje ušća Mure u Dravu je okruženo naseljima Donja Dubrava i Kotoriba s međimurske strane te Legrada s podravske strane. Zanimljivo da je Legrad prije 1710. godine bio u Međimurju, no Drava je promijenila tok i „premjestila“ ga u Podravinu. Posebni zoološki rezervat Veliki Pažut nalazi se fizički u Međimurju (lijeva obala Drave), no pripada u Koprivničko-križevačkoj županiji.
Na samom ušću se nalazi poznato izletište Halasz Csarda s plažom SIP. Aktivisti Ekološke udruge Legrad postavili su klackalice i ljuljačke, a uredili su i odbojkaško igralište. Legrađani dva puta godišnje organiziraju tradicionalni prijelaz skelom u Mađarsku, do crkvice Sv. Mihalj na vrhu brda. To je nekad bilo područje Hrvatske na kojemu je puno mještana na brdu, odmah uz obalu, imalo vinograde. Legrađani ju i danas vjerno obilaze na blagdan Svete Ane u srpnju i Svetog Mihalja u rujnu, prisjećajući se vremena kada je ovo bila njihova crkva. 
Do Halasz Csarde vodi biciklistička staza Drava Route koja povezuje Dravu od Legrada do Pitomače.
U području ušća nalazi se lokacija utvrde Novi Zrin. Povijesno društvo Koprivnice je ovdje postavilo spomen-ploču.  

## Ugroženost ušća Mure u Dravu
HE Donja Dubrava svojim radom uzrokuje velika kolebanja razine voda. Dnevno se razina vode digne ili spusti i do 150 cm što ima velike posljedice po živi svijet. Posebice su ugrožene ribe za vrijeme mriještenja u svibnju i lipnju jer tek ispuštena jaja ostanu na suhom. Takožer stradavaju i odrasle ribe. 
Krivolov je još uvijek prisutan u rezervatu, ali predstavlja manji problem.

## Kontroverzni planovi reguliranja ušća i borba za očuvanje Mure i Drave
Ladislav Grđan iz Hrvatskih voda je 25. rujna 2008. u Mariboru na Međunarodnoj konferenciji o rijeci Dravi najavio sveobuhvatnu regulaciju Ušća Mure u Dravu. Projekt su trebale izvršiti Hrvatske vode u suradnji s mađarskom kompanjom za upravljanje vodama. Za udruge je to bio ogroman šok jer je najava o regulaciji došla usred potpisivanja Dravske deklaracije o „...zajedničkom pristupu upravljanja vodama, zaštiti od poplava, korištenju energetskog potencijala i zaštiti biološke raznolikosti i prirode svih pet država pripadnica riječnog sliva: Italije, Austrije, Slovenije, Mađarske i Hrvatske, te predstavlja okvir buduće zajedničke vizije i cjelovitog upravljanja riječnim slivom...“ i zbog priprema za proglašenje Drave i Mure regionalnim parkom i rezervatom biosfere.
Hrvatske vode i mađarski partner obrazlažu radove budućim štetnim djelovanjem voda. Rijeka Drava će kroz nekoliko godina prirodnim putem najvjerojatnije probiti novo ušće nekoliko stotina metara uzvodno od sadašnjeg ušća. Time bi se potencijalno ugrozila mađarska pruga i željeznička postaja Tiluš (mađ. Őrtilos). Danko Biondić, direktor Sektora razvitka u Hrvatskim vodama, kazao je kako je zahvat nužan zbog zaštite željezničke pruge Kerestur - Đikeniš u Mađarskoj (preusmjerenje glavnog toka kako bi se zaustavilo daljnje potkopavanje zemljišta uz tu prugu koja se nalazi neposredno uz Muru i Dravu). Planirana su inozemna financijska sredstva za provođenje mjera zaštite obale od novog toka rijeke. Predviđena je kineta (prokop i učvršćivanje obale) preko otoka na sadašnjem ušću (Kečilend) u sklopu održavanja tehničkog protoka korita. Mađarska strana bi utvrdila obalu na svojem teritoriju, odnosno lijevu obalu Mure. 
Iznenađene iznenadnim najavama radovima i njihovim opsegom, udruge građana su Hrvatskim vodama 4. listopada 2008. napisale zahtjev za objašnjenjem radova. Već 6. listopada 2008. je voditelj Vodnogospodarskog odsjeka Varaždin Ivan Cerovec poslao odgovor s objašnjenjem radova. U Koprivnici je 16. listopada 2008, povodom 8. Međunarodnog dana Drave održana konferencija na temu "Deklaracija o Dravi – novi korak prema održivom razvoju dravske regije". Na konferenciji bili i Ladislav Grđan i Ivan Cerovec, ali se nisu izjašnjavali. Ekološke udruge ondje su se dogovorile da će se suprotstaviti projektu. Tvrde da je cijeli projekt preuveličan, nepotreban i preskup te da će imati ogroman utjecaj na okoliš. Neki stručnajci ističu da će se potpuno promijeniti slika područja i uništiti sve prirodne značajke Drave i Mure. Udruge ističu da je najbolji dokaz preuveličanih radova primjer kako se sadašnja mala vodoutvrda bez problema desetljećima odupire izravnom udaru Drave u željezničku postaju Tiluš. Protiv planova regulacije izjasnila se i Svjetska organizacija za zaštitu prirode (WWF) te ostale međunarodne organizacije.
Udruge građana u planovima Hrvatskih voda vide tek izgovor za regulaciju širokih razmjera. Poučene iskustvom, udruge ističu da Hrvatske vode koriste uhodanu praksu nepotrebnih i precijenjenih radova na potocima i rijekama širom Hrvatske. Udruge građana i mnogi neovisni stručnjaci tvrde da je upravljanje vodama u Hrvatskoj zastarjelo te da šteti i prirodi i ljudima. Praksa u Europskoj uniji je vraćanje rijeke u prirodno stanje jer je očuvana rijeka ekonomski isplativija, a ujedno se čuva biološka raznolikost. Projekt Twinnings u Hrvatskoj (Twinning je inicijativa Europske komisije pokrenuta 1998. u kontekstu priprema za proširenje Europske unije.)  nastojao je dvije godine implementirati Okvirnu direktivu o vodama Europske unije koja podrazumijeva održivo upravljanje vodama. Udruge građana tvrde da je implementacija građana samo na papiru, a u stvarnosti je potpuno suprotna praksi u EU.
Kako su Hrvatske vode nastavile s planovima, vrlo brzo je mobiliziran veliki broj ljudi koji su krenuli u kampanju za zaštitu ušća Mure u Dravu. Pokrenuti su protesti i konferencije za tisak. Ekološko društvo Koprivnica i Udruga Senjar organizirali su izložbu fotografija svojih članova. Na ušću Mure u Dravu sudionici projekta Eco Heritage Task Force (djeca hrvatskih iseljenika) postavili su 7. kolovoza 2009. poučnu stazu, odnosno 10 ploča na kojima su opisane posebne vrijednosti krajolika, flore i faune tog vrijednog područja. Borba za očuvanje Ušća Mure u Dravu dobila je medijski odjek. Emitirana je reportaža u emisiji HRT-a „Ekozona“, objavljen je veliki članak u Vjesniku, nekoliko priloga u Večernjem listu te veći broj priloga na Internetu. Aktivisti različitih udruga i široko građanstvo pokrenuli su i web stranicu www.uscemure.org s ciljem podizanja svijesti o značaju područja i pogubnosti projekta.
U međuvremenu je Državni zavod za zaštitu prirode Ministarstva kulture od Hrvatskih voda zatražio izradu Ocjene prihvatljivosti zahvata za prirodu. Područje ušća Mure u Dravu se naime nalazi u Nacionalnoj ekološkoj mreži za gdje se i za najmanje radove potrebno izraditi ocjenu utjecaja na okoliš. Studija koja je izradio OIKON je davala crveno svijetlo radovima.
Pet udruga je 5. svibnja 2009. u Koprivnici Državnome odvjetništvu kazneno prijavilo Hrvatske vode zbog načina na koji ta tvrtka namjerava regulirati ušće Mure u Dravu kod Legrada. Tužitelji su Ekološko društvo iz Koprivnice, Dravska liga, Prirodoslovno društvo Drava iz Virovitice, Hrvatsko društvu za zaštitu ptica i prirode te o Zelena akcija. Tuženi su voditelj Hrvatskih voda u Varaždinu Ivan Cerovec i njegov suradnik Ladislav Grđan su da su obmanuli javnost i nacionalne institucije prikrivanjem opsega radova radi izbjegavanja lokacijske i građevinske dozvole te studije utjecaja na okoliš. 
Državni zavod za zaštitu prirode Ministarstva kulture je zatražio dopunu ocjene prihvatljivosti zahvata za prirodu. Temeljem toga je Ministarstvo kulture 25. svibnja 2009. poslalo pismo Hrvatskim vodama o potrebi dopuni planova na način da se osim obrađene jedne varijante rješenja, obrade i druge pogodne mogućnosti – alternativna rješenja, uključujući i rješenje bez izvođenja kinete. Temeljem toga Državno odvjetništvo je objavilo 11. studenog 2009. da nije podiglo tužbu prijavi protiv Cerovca i Grđana, ne zato što je utvrđeno da nisu krivi već zato što je Ministarstvo kulture u međuvremenu odbacilo projekt za koji su tuženi. 
Kampanja za zaštitu Ušća Mure u Dravu je mobilizirala udruge i aktiviste u zastiti ostalih područja Drave te Hrvatske. Posebice je bio ugrožen donji tok Drave zbog kojeg je zatraženo mišljenje EU. 14. kolovoza 2009. je objavljen izvještaj stručnjaka EU jasno se suprotstavlja planovima Hrvatskih voda za regulaciju 56 km prirodnog toka rijeke Drave kod Osijeka.Izvještaj se argumentirano izjašnjava protiv zastarjelog projekta regulacije i studije utjecaja na okoliš te jasno podupire kritike nevladinih udruga koje su podnijele žalbu Europskoj komisiji. Po riječima aktivista udruga “...ovaj je izvještaj prekretnica u borbi protiv pretpotopnog upravljanja rijekama u Hrvatskoj”.
U međuvremenu je misija EU (European Union Twinning Project - Implementing the Water Framework Directive in the Republic of Croatia) objavila završni izvještaj o implementaciji modernog gospodarenja vodama u Hrvatskoj kao zemlji pristupnici uniji. Izvještaj sugerira odbacivanje sadašnjeg zastarjelog gospodarenja voda u korist modernog, integriranog s ostalim strukama, jeftinijeg i s manjim utjecajem na okoliš. "Nadalje, daljnje intervencije na prirodnu morfologiju rijeka, pri čemu se prirodne rijeke transformiraju u jednolične kanale, rezultiraju značajnom degradacijom ekološkog stanja, što se protivi ciljevima ODV-a." Ovaj je izvještaj bio snažan poticaj u daljnjim aktivnostima za očuvanje ušća. 
Dok su Hrvatske vode krenule tužiti Ministarstvo kulture zbog birokratskih neslaganja pravilnika i zakona, Uprava za zaštitu prirode Ministarstva kulture je jednoglasno dobacila regulaciju ušća Mure u Dravu.

## Ušće Mure i Drave u popularnoj kulturi
Zbog svoje privlačnosti je ušće Mure u Dravu vrlo popularno u medijima. Goran Šafarek je u časopisu National Geographic objavio reportažu „Ušće Mure“ na deset stranica. Isti autor također u siječnju 2010. objavljuje knjigu "Ušće Mure" i snima istoimeni dokumentarni film za HRT. Nadimak Hrvatska Amazona dao je upravo u svojoj knjizi biolog Goran Šafarek koji je bio u pravoj amazonskoj kišnoj šumi i uočio mnogo sličnosti. Ušće Mure u Dravu je zastupljeno knjizi "Rijeka Mura u 77 fotografija". Autor knjige je publicist Siniša Golub, a knjiga je dvojezična (hrvatski i engleski). Veliki Pažutje značajnim dijelom obražen u knjizi „Priroda Podravine“ Radovana Kranjčeva. Slobodni fotograf Denis Cizar sprema svoju fotomonografiju o Muri s ušćem kao značajnim dijelom. 
Pojedinačni motivi Halasz Csarde su objavljni u mnogim časopisima, knjigama zbornicima, izložbama.

## Vanjske poveznice
- http://uscemure.org  Arhivirana inačica izvorne stranice od 7. ožujka 2018. (Wayback Machine)
- http://www.wfd-croatia.eu/templates/naslovnaEng.asp?sifraStranica=386  Arhivirana inačica izvorne stranice od 23. veljače 2009. (Wayback Machine)
- http://dns1.vjesnik.hr/Pdf/2008%5C12%5C04%5C18A18.PDF%5Bneaktivna+poveznica%5D